# Cozmești (Iași)
Cozmeşti é uma comuna romena localizada no distrito de Iaşi, na região de Moldávia. A comuna possui uma área de 38.00 km² e sua população era de 2992 habitantes segundo o censo de 2007.